# أرما تكتيكز
تكتيكات أرما (بالإنجليزية: ARMA Tactics) (نقحرة: أرما تكتيكز
) هي لعبة فيديو صدرت في عام 2013، وهي متوفرة على أجهزة مايكروسوفت ويندوز وجنو/لينكس وماك أو إس عشرة. اللعبة من تطوير بوهيميا إنتراكتيف ومن نشر بوهيميا إنتراكتيف .